# Eunidia alternata
Eunidia alternata är en skalbaggsart som beskrevs av Aurivillius 1911. Eunidia alternata ingår i släktet Eunidia och familjen långhorningar.
Artens utbredningsområde är Kenya. Inga underarter finns listade i Catalogue of Life.